# المخلس آل الجحما

تعديل مصدري - تعديل

المخلس آل الجحما هي إحدى قرى عزلة  الوضيع بمديرية الوضيع التابعة لمحافظة أبين، بلغ تعداد سكانها 127 نسمة حسب تعداد اليمن لعام 2004.